# Ochódno (przystanek kolejowy)
Ochódno – zamknięty przystanek osobowy w Ochódnie na linii kolejowej nr 262, w województwie warmińsko-mazurskim, w Polsce.